# Здание клиники глазных болезней (Саратов)
Здание клиники глазных болезней — кирпичное здание начала XX века в городе Саратове, Саратовской области. Построена в классическом стиле. Памятник истории и культуры регионального значения. В настоящее время здесь размещается клиника глазных болезней Саратовского государственного медицинского университета.

## История
На площади Плац-парад в городе Саратове 17 мая 1901 года состоялась закладка основания здания глазной больницы. Врач-офтальмолог Михаил Федорович Волков, первый заведующий лечебницы и последний Городской Голова Саратова, внёс огромный вклад в реализацию этого проекта. Им был организован сбор средств на возведение здания, он приобрёл новейшее медицинское оборудование. Строительство лечебницы по проекту архитектора Петр Зыбина длилось четыре года. 2 ноября 1904 года, глазная лечебница попечительства о слепых Императрицы Марии Федоровны начала принимать пациентов. Здесь изначально были размещены тридцать коек для оказания консервативной и хирургической помощи обратившимся с заболеваниями глаз.
Строительство особняка глазной больницы было исполнено по образцу одной из лучших лечебниц города Мадрида. В дальнейшем клиника постоянно расширялась и увеличивала места для больных.

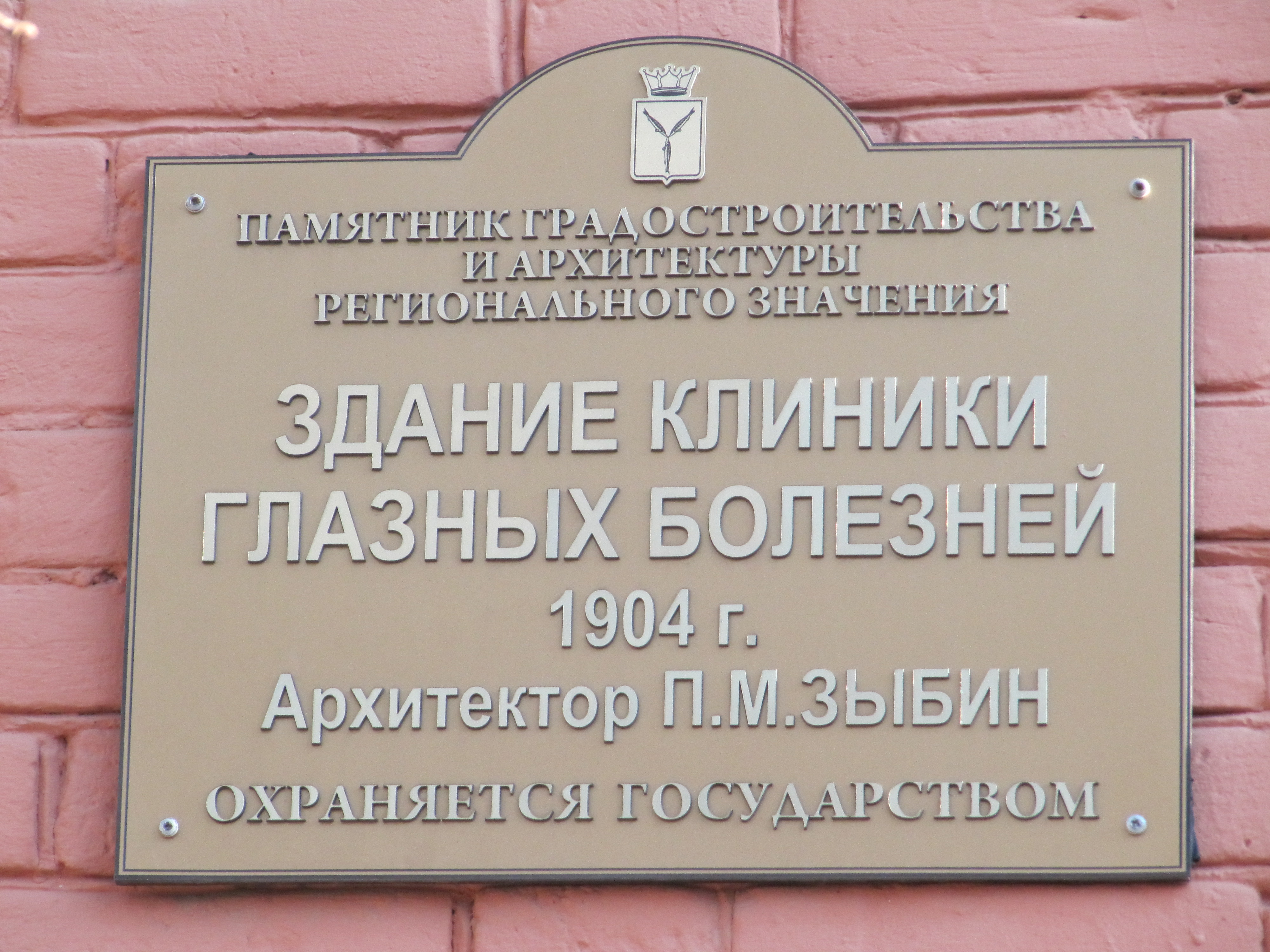
Табличка

Клиника была первым строением на застраивающейся площади. В дальнейшем здесь был выстроен один из корпусов педагогического института и возведены частные дома, сузившие площадь до маленькой улочки, которую назвали именем Заулошнова.

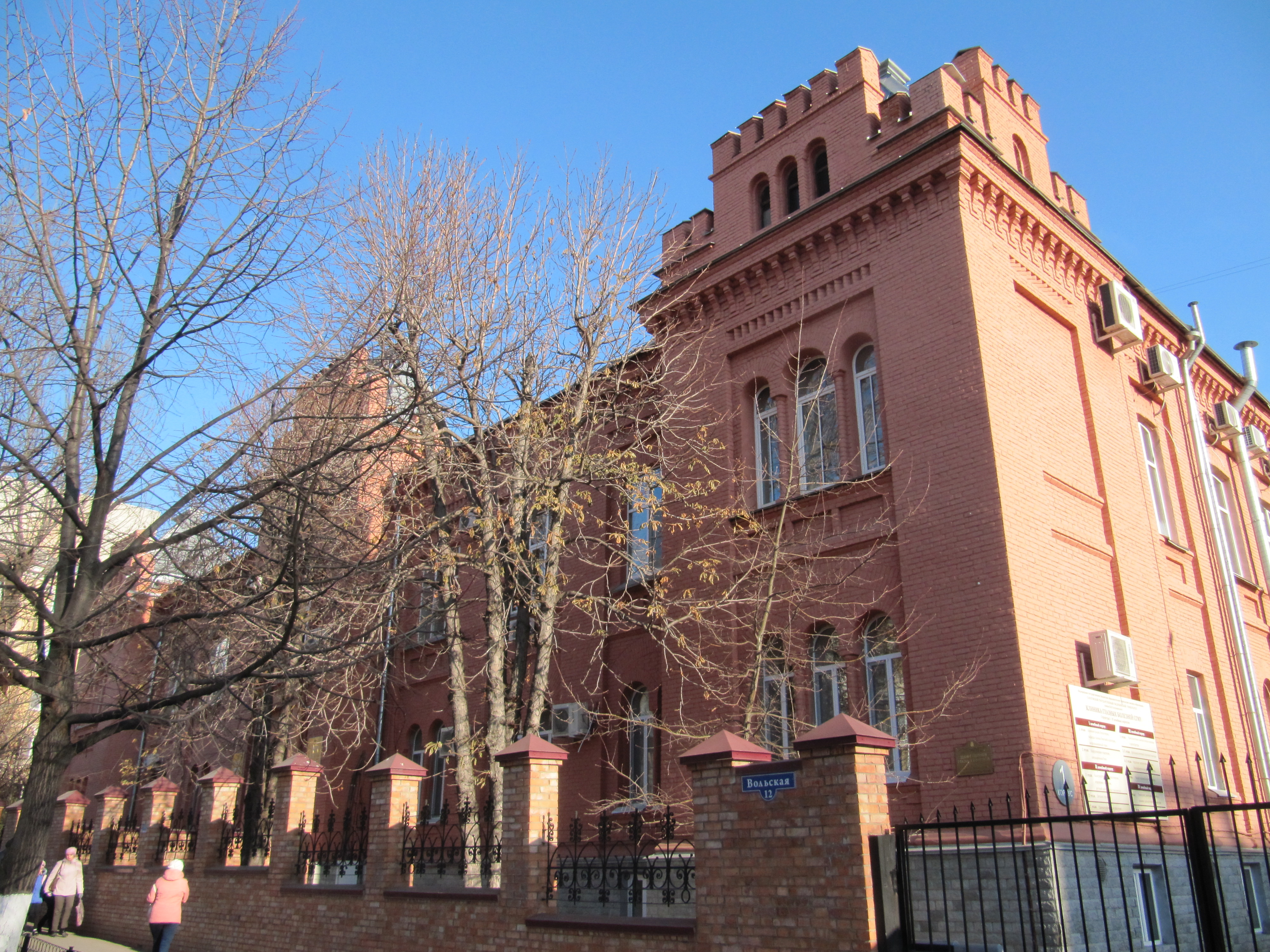
Вид на здание с оградой

В настоящее время в этом здании продолжает работать Клиника глазных болезней Саратовского государственного медицинского университета. Здесь трудятся высококвалифицированные врачи, используется новейшее диагностическое и лечебное оборудование. Данное учреждение одно из лучших в России.
Здание глазной клиники на улице Вольской является исторической достопримечательностью города Саратова. Памятник архитектуры и культуры регионального значения охраняется государством.

## Памятные места
- На здании установлена памятная табличка информирующая о дате окончания строительства и авторе архитектурного проекта.

## Документы
Приказ Министерства культуры Российской Федерации от 24.04.2015 г. № 1182 г. Москва. «О регистрации объекта культурного наследия регионального значения "Здание клиники глазных болезней, арх. П.М. Зыбин", 1904 г. (Саратовская область), в едином государственном реестре объектов культурного наследия (памятников истории и культуры) народов Российской Федерации".